# Horsarrieu
Horsarrieu ist eine französische Gemeinde mit 706 Einwohnern (Stand 1. Januar 2022) im Département Landes in der Region Nouvelle-Aquitaine (vor 2016: Aquitanien). Sie gehört zum Arrondissement Mont-de-Marsan und zum Kanton Chalosse Tursan.
Der Name leitet sich vom gascognischen horc arriu (deutsch Zusammenfluss zweier Flüsse) ab.
Die Einwohner werden Horsarrois und Horsarroises genannt.

## Geographie
Horsarrieu liegt ca. 25 Kilometer südlich von Mont-de-Marsan in der Landschaft Chalosse der historischen Provinz Gascogne.
Umgeben wird Horsarrieu von den Nachbargemeinden:
|        | Audignon                                    | Dumes          |
| Doazit | Kompassrose, die auf Nachbargemeinden zeigt | Sainte-Colombe |
|        | Hagetmau                                    |                |

Horsarrieu liegt im Einzugsgebiet des Flusses Adour. Der Ruisseau de Laudon, ein Nebenfluss des Gabas, fließt an der nordwestlichen Grenze der Gemeinde entlang.

## Geschichte
Horsarrieu entfaltete sich im Mittelalter, da es an der Via Lemovicensis, einem der wichtigsten Jakobswege nach Santiago de Compostela, lag. Ein Hospital des Malteserordens wurde im Jahre 1335 erstmals erwähnt und bis zur Französischen Revolution betrieben. Die Gebäude dienen heute als Bauernhof. Das Siedlung entwickelte sich auf einem Felsvorsprung rund um den Sitz des Grundherrn und wurde im 16. Jahrhundert zum Baronat erhoben. Horsarrieu besitzt heute noch Reste der Burg auf einem künstlichen Erdhügel, Erdaufschüttungen und Gräben, auf dem die Arena heute errichtet ist.

### Einwohnerentwicklung
Nach Beginn der Aufzeichnungen stieg die Einwohnerzahl bis zur Mitte des 19. Jahrhunderts auf einen ersten Höchststand von 665. In der Folgezeit sank die Größe der Gemeinde bei kurzen Erholungsphasen bis zu den 1950er Jahren auf rund 415 Einwohner, bevor eine zeitweise starke Wachstumsphase einsetzte, die noch heute andauert.
| Jahr      | 1962 | 1968 | 1975 | 1982 | 1990 | 1999 | 2006 | 2010 | 2022 |
| --------- | ---- | ---- | ---- | ---- | ---- | ---- | ---- | ---- | ---- |
| Einwohner | 424  | 447  | 478  | 567  | 634  | 636  | 629  | 633  | 706  |

## Sehenswürdigkeiten

### PfarrkircheSaint-Martin
Die Widmung an den heiligen Martin von Tours lässt vermuten, dass die Pfarrgemeinde im 9. oder 10. Jahrhundert gegründet wurde. Die erste Pfarrkirche befand sich umgeben von einem heute noch existierenden Friedhof im Zentrum der Gemeinde bis zu ihrem Abriss im Jahre 1871. Die heutige Pfarrkirche wurde im 13. oder 14. Jahrhundert errichtet und zunächst dem heiligen Blasius von Sebaste gewidmet. Sie war ursprünglich die Kapelle der benachbarten Burg. Vom ersten Bau ist heute nur die südliche Wand des Chors mit zwei rundbogenförmigen, im Jahre 1950 zugemauerten Eingängen übrig geblieben. Im Hundertjährigen Krieg wurde sie fast vollständig zerstört und zwischen dem 15. und dem 16. Jahrhundert wieder aufgebaut. Aus dieser Periode stammt das Langhaus mit zunächst einem Hauptschiff mit Kreuzrippengewölbe, der größte Teil der flach abschließenden Apsis und die westliche Partie mit dem Glockenturm und dem Eingangsportal im Flamboyantstil. Der Neubau wurde kaum fertiggestellt, als ihn 1569 protestantische Truppen im Rahmen der Hugenottenkriege in Brand steckten. Das Gewölbe des Chors und des Jochs unter dem Turm stürzten ein. Notdürftig im 17. und 18. Jahrhundert repariert, wurde die Kirche während der Französischen Revolution am 29. Mai 1794 in einen sogenannten Tempel der Vernunft umgewandelt. Seit der Julimonarchie wurde die Kirche, die sich inzwischen in einem schlechten Zustand befand, schließlich mehrfach restauriert und vergrößert. Das Gewölbe des Chors wurde 1841 in einem Neo-Flamboyantstil wiederhergestellt. 1865 bis 1866 wurde nach Plänen des Architekten Dupouy ein Seitenschiff nördlich an das Hauptschiff angefügt. 1867 wurde eine Nische in der Längsachse des Chors gebaut, und in den Jahren 1877 und 1878 wurde das Gewölbe und die östlichen Strebepfeiler des Glockenturms, eine Empore und ein Windfang errichtet. 1871 wurde sie Pfarrkirche nach dem Abriss der bisherigen Kirche und übernahm deren Widmung. Die Gewölbe der Kirchenschiffe erfuhren in den kommenden Jahren eine dekorative Bemalung. Eine teilweise Ausbesserung der Gewölbe erfolgte 1951, nachdem im Dezember 1947 ein Blitzeinschlag die Kirche beschädigt hatte. 1950 wurde die Sakristei südlich des Chors für den Bau einer kleinen Straße abgerissen und durch eine neue Sakristei nördlich des Chors ersetzt. 1981 führte eine Renovierung zum Abtragen der Gewölbe, zum Verputzen der Wände und zum Verlegen eines Steinpflasters. Die Kirche ist seit dem 12. Dezember 1939 als Monument historique eingeschrieben.
Die Kirche besitzt ein Langhaus mit fünf ungleichförmigen Jochen, das nach Osten mit einem Chor gleicher Breite verlängert wird. Das Seitenschiff öffnet sich zum Hauptschiff durch Arkaden in Form von gedrückten Spitzbögen. Die beiden Kirchenschiffe sind mit einem Kreuzrippengewölbe gedeckt, mit Steinrippen im Hauptschiff und im Chor und mit flachen, überzogenen Ziegelsteinen im Seitenschiff. Der westliche Teil der Kirche besteht aus einem massiven Glockenturm, der in der nordwestlichen Ecke von einem rechteckigen, um 45° gedrehten Treppenturm ergänzt wird. Beide Türme sind mit einem Zeltdach aus Schiefer gedeckt. Strebepfeiler umsäumen das gesamte Gebäude. Aus der Ausstattung der früheren, 1871 abgerissenen Pfarrkirche ist nichts bewahrt worden mit Ausnahme eines Taufbeckens, das schwierig zu datieren ist. Die meisten Ausstattungsgegenstände stammen aus der zweiten Hälfte des 19. Jahrhunderts. Fünfzehn künstlerisch ausgestaltete Glasfenster sind Werke von Charles Mauméjean (1888–1957) und seines Neffen Georges (1902–1970) aus den Jahren 1954 bzw. 1969 als Ersatz für die Fenster, die bei dem Blitzeinschlag im Dezember 1947 zerstört wurden.
Neben fünf Fenstern mit ornamentalen Motiven zeigen sie folgende Persönlichkeiten und Symbole:
- Salvator mundi, der eine Krone, das Zepter und den Globus trägt, umhüllt von einem purpurfarbenen Mantel und überragt vom Kreuz,
- der zweite Schutzpatron der heilige Blasius, der ein Kind heilt, das eine Fischgräte verschluckt hatte,
- die Barmherzigkeit des heiligen Martin,
- den Evangelisten Johannes, der einer Schlange den Kelch hinhält,
- Ludwig IX. von Frankreich auf seinem Thron, der eine Dornenkrone und ein Zepter mit einer Hand an seinem Ende, die sogenannte main de justice, hält,
- der Apostel Petrus, thronend, die Schlüssel haltend und segnend,
- weiße Lilien, ein Symbol Marias,
- eine brennende Wachskerze als Symbol der Taufe,
- Symbole der Passion, Dornenkrone, Nägel, Hammer, Lanze und
- das Kreuz, umgeben von geometrischen Motiven, die an einen Strahlenkranz erinnern.[10]

## Wirtschaft und Infrastruktur
Handel und Dienstleistungen sind die wichtigsten Wirtschaftsfaktoren der Gemeinde.

### Bildung
Die Gemeinde verfügt über eine öffentliche Grundschule mit 51 Schülerinnen und Schülern im Schuljahr 2017/2018.

Logo des Jakobswegs

### Sport und Freizeit
- Der Fernwanderweg GR 654 von Namur in Belgien über Vézelay nach Saint-Jean-Pied-de-Port führt durch das Zentrum von Bourriot. Er folgt der Via Lemovicensis, einem der vier historischen „Wege der Jakobspilger in Frankreich“.[13]

- Ein Rundweg mit einer Länge von zwölf Kilometer führt vom Zentrum durch das Gebiet der Gemeinde.[14]

### Verkehr
Horsarrieu ist erreichbar über die Routes départementales 18, 78, 350 und 933S, der ehemaligen Route nationale 133.